# ジェイアールバス関東西那須野支店

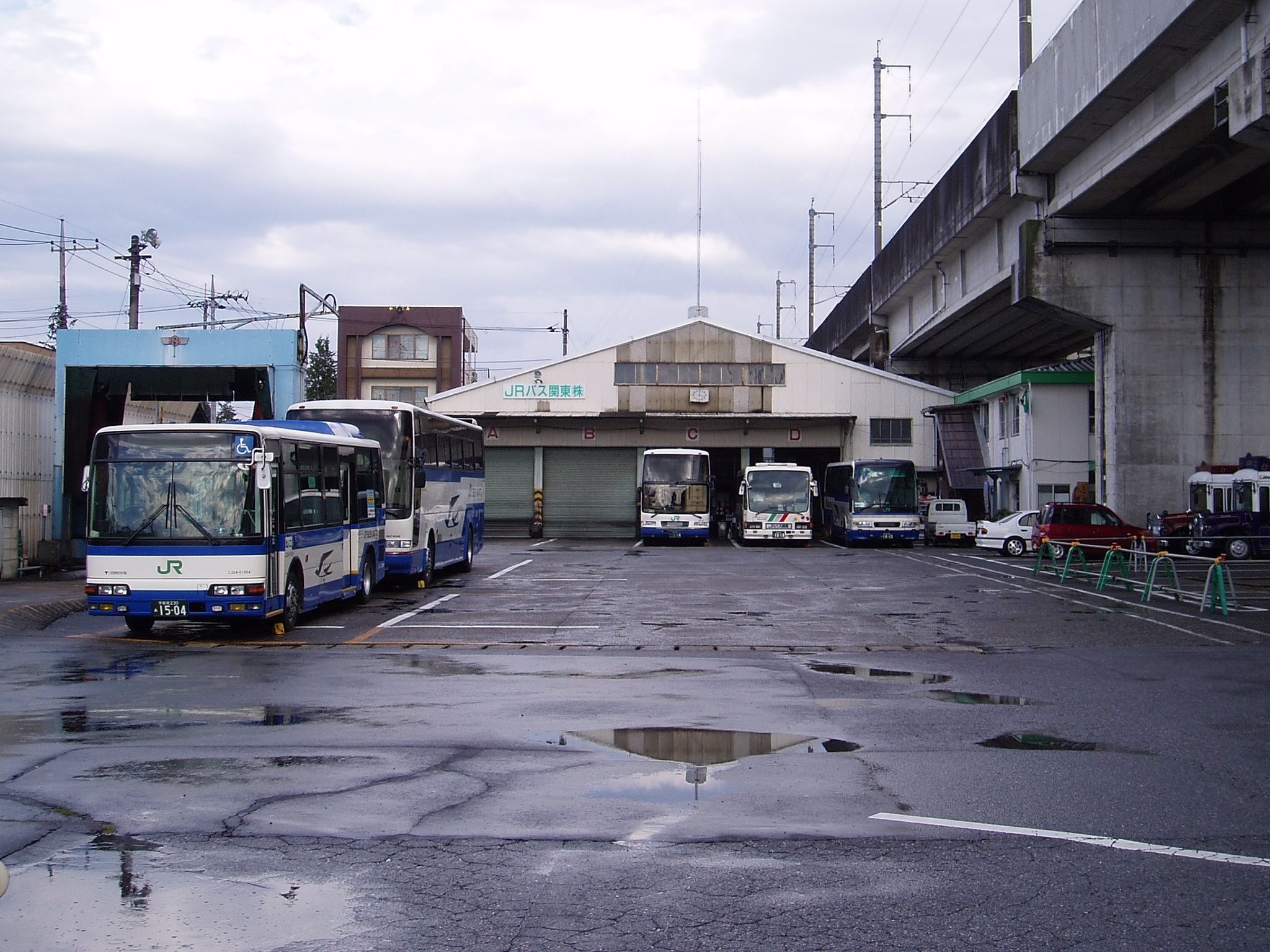
西那須野支店（2006年11月）

ジェイアールバス関東西那須野支店（ジェイアールバスかんとうにしなすのしてん）は、栃木県那須塩原市永田町にあるJRバス関東のバス営業所。

## 所在地
- 栃木県那須塩原市永田町1-7
  - JR東日本西那須野駅西口横
- 塩原営業所（廃止）栃木県那須塩原市塩原768
  - 塩原温泉駅（塩原温泉バスターミナル）内

## 所属車両のナンバー
- 「那須」ナンバー（那須ナンバーが誕生する以前の登録車両は「宇都宮」ナンバーで、その前は「栃木」ナンバーであった）
- 以前は車番に合わせた希望ナンバーでの登録が多かった。

## 乗降方式（一般路線）
- 後乗り・前降り（totra及びSuicaと相互利用可能な交通系ICカードにも対応）

※那須塩原市地域バス「ゆーバス」ではICカード類は利用できない

※totraは宇都宮支店でも取り扱い

## 概要
1931年頃、県当局の日塩道路開削にともない、沿線住民が省営バスに那須・塩原地区進出の自動車運行を要望したが、関東自動車・東野鉄道ほか各団体からの反対運動が起こる。省営バスは当初の計画を変更し、西那須野発着から矢板 - 塩原間の運行に変更する。後に関東自動車は、省営バスへ積極的にバス路線を譲渡し、運転休止に対する補償金を鉄道省と交渉する方針に転換した。
現在は塩原温泉郷へのアクセスを担当している。かつては鬼怒川温泉への路線も存在し、観光客の周遊ルートを形成していたが、マイカー観光客の増加によって1978年以降はバス利用者が減少 し、地域利用者も減少したため支線区も廃止され、現在は1路線だけの支店となってしまった。しかしながら、残る1路線は新幹線駅に乗り入れることから、バス利用の観光客も少なくない状態であり、「鉄道線の培養」という使命はまだ失われていないといえる。また沿線には国立光明寮が2011年まで存在したため、同施設利用者も乗客に多かった。
月別の利用状況では、夏休みの行楽がある8月と塩原の紅葉目当ての10月が多くなる一方、4月と12月は乗客が少ないのが特徴。
塩原本線は国および県、沿線市からの生活路線維持補助制度による補助を受け運行が維持されている。
2007年10月からは那須塩原市営バス（那須塩原市地域バス「ゆーバス」）の運行も受託している。
2021年3月21日、塩原本線においてSuica機能に地域独自のサービスを付加した地域連携ICカード「totra（トトラ）」を導入。これによりバスの乗降方法が変更された（前乗り前降り→後乗り前降り）。
2020年4月1日現在、那須塩原市からの委託車両を除き、10台（一般路線車9台、貸切車1台）が配置されている。

## 沿革
- 1937年（昭和12年）10月1日 - 省営自動車西那須野自動車区開設。前日に運休した関東自動車に代わり西那須野駅 - 塩原古町間の塩原本線、矢板駅 - 関谷間の矢板支線を運行開始[1][6]
- 1946年（昭和21年）2月 - 省営自動車が国営自動車に改称[1]
- 1950年（昭和25年）4月1日 - 西那須野自動車営業所と改称。
- 1951年（昭和26年） - 塩原温泉の塩の湯へ乗り入れ[6]。
- 1982年（昭和57年）6月 - 東北新幹線開業により、那須塩原駅 - 塩原温泉線を開設[1]
- 1987年（昭和62年）4月1日 - 国鉄分割民営化に伴い、東日本旅客鉄道自動車事業部西那須野自動車営業所に改称。
- 1988年（昭和63年）4月1日 - バス部門分割子会社化により、ジェイアールバス関東西那須野営業所に改称。
- 1992年（平成4年）10月1日 - ジェイアールバス関東の改組により全営業所を支店と改称、西那須野支店となる。
- 1994年（平成6年）3月 - 白ベース車体にもみじのイラストをちりばめた「もみじバス」を運行開始[7]。

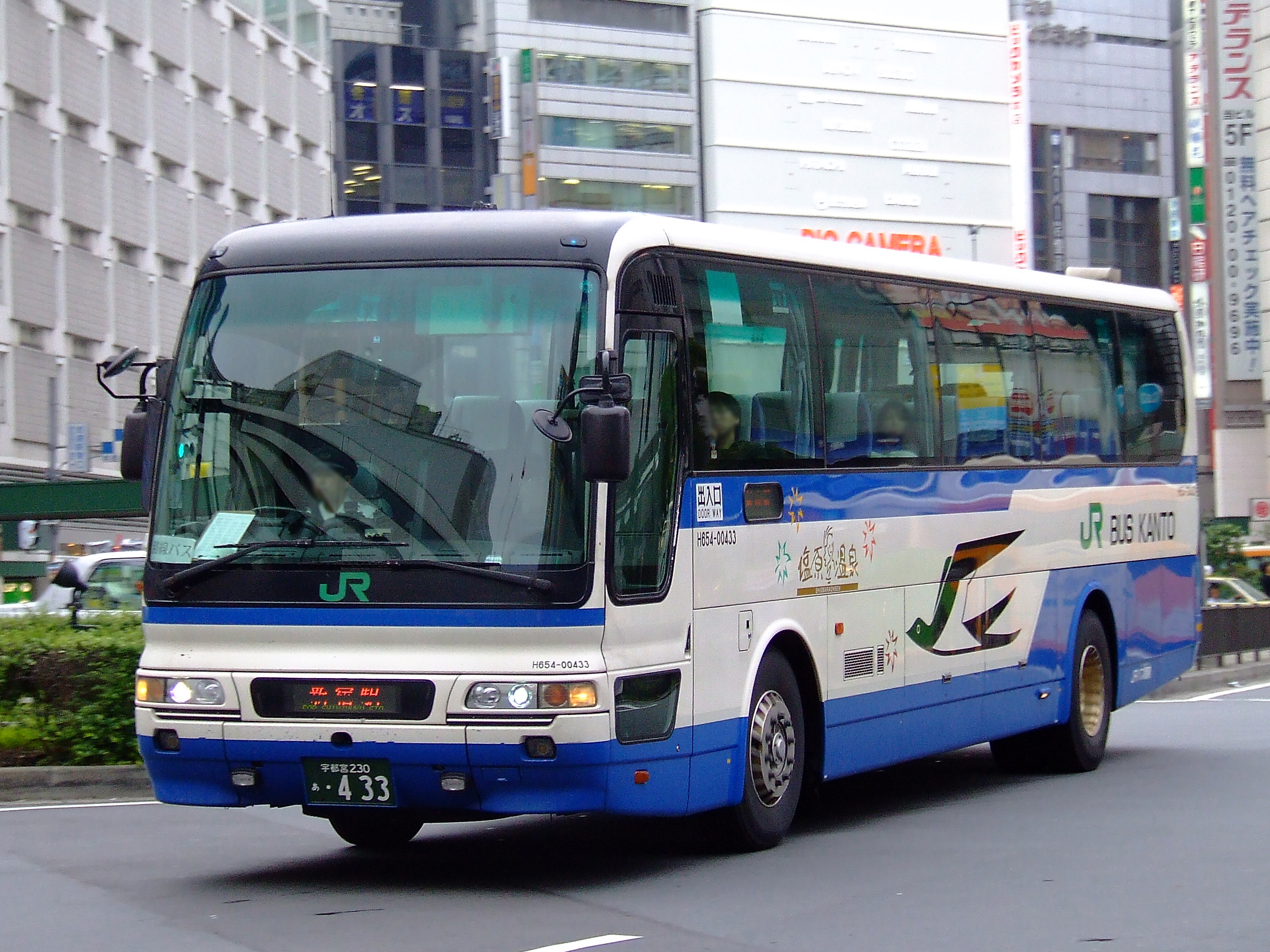
高速バス「もみじ号」（現「那須・塩原号」、「塩原温泉」の文字にもみじをあしらった車両）

- 2000年（平成12年）12月1日 - 高速バス「もみじ号」会員制バスで運行開始[6]。

- 2001年（平成13年）

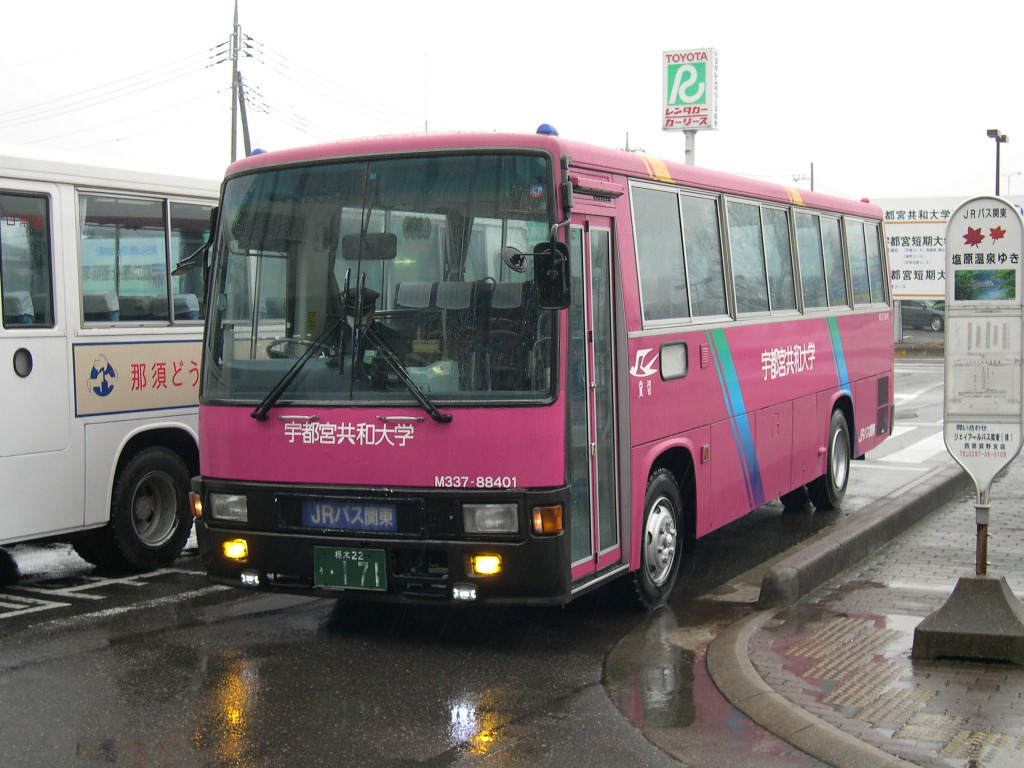
宇都宮共和大学スクールバス

  - 4月1日 - 那須大学（のち宇都宮共和大学に校名変更）のスクールバス[8] を運行開始。
  - 12月1日 - 高速バス「もみじ号」定期路線として運行開始[6]。
- 2007年（平成19年）10月1日 - 那須塩原市地域バス「ゆーバス」が運行開始。塩原・上三依線、宇都野線、下大貫線、接骨木線、黒磯・西那須野線を受託。
- 2009年（平成21年）12月21日 - 高速バスもみじ号・那須リゾートエクスプレス・与一号が佐野支店に移管され、高速バスの受け持ちが無くなる。
- 2015年（平成27年）10月1日 - 那須塩原市地域バスが路線を再編。新たに西那須野外循環線、西那須野内循環線も受託。宇都野線、下大貫線、接骨木線はタクシー会社運行の予約制ワゴンバスに移行。
- 2016年（平成28年）9月1日 - 同年11月30日まで、宇都宮支店より国鉄復刻デザインバスを借り入れて塩原本線で運行[9][10]。2017年も同時期に同車を借り入れた。
- 2018年（平成30年）10月1日 - 那須塩原市地域バス「ゆーバス」の黒磯・西那須野線が那須塩原駅を境に西那須野線と黒磯線に分割された。黒磯線は西那須野線との乗り入れ便のみを担当。
- 2020年（令和2年）
  - 3月27日 - 那須塩原市と公共交通や観光振興、定住促進に関する包括連携協定を締結[11]。
  - 6月1日 - 那須塩原市地域バス「ゆーバス」西那須野線で平日朝夕に各1便の黒磯南高校生専用の貸切便を新設[12]。この便には貸切ハイデッカー車を使用。
  - 6月20日 - 同日より塩原温泉郷にて展開される、温泉むすめ・塩原八弥を活用する取り組み「プロジェクト88(やや)」に参加。塩原温泉バスターミナルにキャラクターパネルを設置し、ポストカードを配布する[13]。
  - 10月31日 - 塩原温泉周辺を巡るオープントップバス「めいぷるスカイ」を11月23日まで運行[14]（2021年も運行）。
- 2021年（令和3年）3月21日 - Suica機能付き地域連携ICカード「totra（トトラ）」を導入[15]。「Suica」「PASMO」などの全国相互利用サービスに対応した交通系ICカードが利用可能となる[15][16]。
- 2021年（令和3年）10月16日 - 観光庁の「既存観光拠点再生・高付加価値化推進事業」の補助金を受けて、那須塩原駅～塩原温泉間で塩原温泉の宿泊者を対象とした無料直通バス「塩原号」を運行開始[17]。2022年2月28日まで運行予定。
- 2022年（令和4年）5月21日 - 栃木県無人自動運転移動サービス推進協議会の「栃木県ABCプロジェクト（自動運転バスチャレンジプロジェクト）」に参加し、塩原支所と湯っ歩の里をつなぐルート（片道約1.8 km）での自動運転実験を6月5日まで実施[18]（火曜日・水曜日は運休）。同協議会では県内の路線において、令和7（2025）年度に自動運転バスの本格運行を目指している。
- 2023年（令和5年）
  - 4月1日 - 那須塩原市地域バス「ゆーバス」でダイヤ改正を実施[19]。西那須野線の通勤通学時間帯の混雑時に増便対応（2台運行化）など。
  - 6月10日 - 沼ッ原湿原シャトルバス（那須塩原駅西口・板室温泉街 - 沼ッ原湿原駐車場）を運行開始（那須塩原観光局から受託）[20]。
  - 8月1日 - JR東日本が栃木・那須エリアにおいて観光MaaSの実証実験を開始し、MaaSの「NASU-Ways」のサービスに本支店の路線バス1日乗車券などが組み込まれている。
  - 10月28日 - 塩原温泉郷にて二階建てオープントップバスを運行開始（11月12日まで）。
- 2024年（令和6年）
  - 4月1日 -  那須・塩原地域の地域・観光型 MaaS「NASU-Ways～MaaS for NASU Trip～」の実証実験を再開した。
  - 9月17日 - 那須塩原市地域バス「ゆーバス」にてカルサン社製小型EVバス「e-JEST」の国内2番目となる営業運行を開始。

## 現在の所管路線
（太文字停留所は、途中始発終着の設定がなされている停留所）（[カッコ]は行先番号）

### 一般路線バス
- 塩原本線（[N3]那須塩原駅西口 - [W1]西那須野駅西口 - 関谷宿 - アグリパル塩原 - [S10]塩原温泉バスターミナル）
  - 那須塩原駅発着は日中時間帯のみ、それ以外の時間帯は西那須野駅発着。
  - 2022年3月26日14時より国道400号下塩原バイパス開通に伴い、旧道（塩原街道）とバイパスが交差する交差点には信号機の設置予定がなく、特に西那須野方面から来る車両はトンネル内の見通しが悪く、安全な横断ができないことが懸念されることから、当面の間は冬季期間同様に、旧道を通らずにがま石トンネルへ迂回する経路で運行する[23]。

乗降方式
- 後乗り・前降り。交通系ICカード「totra」の導入に伴い、2021年1月5日以降、順次前乗り・前降り方式から変更した[3][4]。

### コミュニティバス
- 那須塩原市地域バス「ゆーバス」（那須塩原市より運行を受託）
  - 塩原・上三依線
  - 西那須野線
  - 黒磯線（西那須野線との乗り入れ便のみ）※運行主体は関東自動車
  - 西那須野外循環線
  - 西那須野内循環線

乗降方式
- 前乗り・前降り方式（中ドアはあっても締切り）。

※交通系ICカード「totra」は非対応。

## 過去の路線

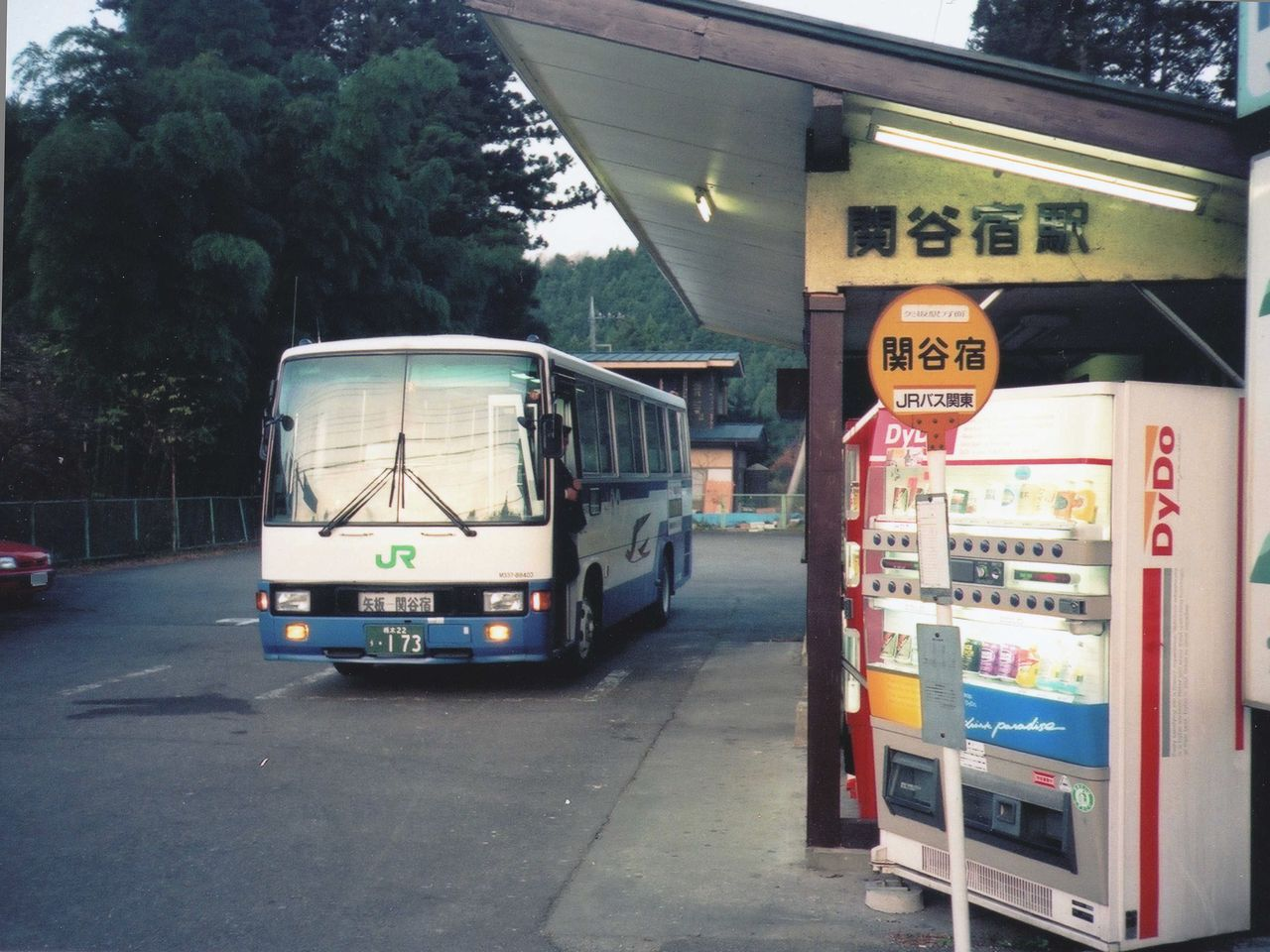
関谷宿駅で発車を待つ矢板北線（1994年頃）

- 塩原本線（西那須野駅 - 三区 - 千本松）
- 塩原本線（関谷宿 - 蟇沼）
- 塩原本線（那須塩原駅 - 高林 - 塩原温泉駅）
- 塩原本線（那須塩原駅 - 国際医療福祉大学病院 - 西那須野駅 - 塩原温泉駅）
- 塩原本線（那須塩原駅 - 那須大学バスターミナル）
- 日塩線（逆杉 - 上塩原温泉 - 上三依塩原駅）
- 日塩線（塩原温泉駅 - 逆杉 - 奥塩原温泉 - 鬼怒川温泉駅）
- 矢板北線（矢板駅 - 泉元町 - 上伊佐野 - 関谷宿）
  - 兵庫畑線（矢板駅 - 泉元町 - 兵庫畑）
  - 山県農場線（矢板駅 - 泉元町 - 上伊佐野 - 山県農場）
- 高速バス（塩原温泉駅 - 福島空港）
- もみじ号・那須リゾートエクスプレス・与一号（新宿駅・王子駅 - 那須温泉・塩原温泉・国際医療福祉大学）
- 夢街道会津号（新宿駅・王子駅 - 会津若松駅・喜多方営業所）
- シリウス号（西那須野塩原ICにて乗務員交代。車両管理業務は東京支店へ。のちに仙台宮城IC以北の運転業務はJRバス東北仙台支店へ委託）

## 車両
かつては路線数・路線長およびバス利用者も多く、山岳地帯の急勾配区間を運行することが多いことから、大型・中型とも、座席数が多く、高出力エンジンを積んだ観光タイプの路線車を多く配置していた。現在の一般路線は塩原本線だけとなり、乗客の減少およびバリアフリー化の必要性などから中型ノンステップバスが主体となっている。中型ノンステップバスの一部は那須塩原市地域バス「ゆーバス」にも使用される。

### 一般路線車
一般路線車は大型、中型のノンステップバスが配置されている。他支店からの移籍車や中古車両でも座席の増設などは行っていない。2017年7月末に中型の日野・レインボー3台が新車で導入された。

### コミュニティバス
那須塩原市地域バス「ゆーバス」は市所有 の日野・ポンチョ2台（ゆーバス共通カラー）と当支店所有の中型ノンステップバス（JRバス関東標準カラー）で運行している。西那須野線の通勤通学時間帯2台運行便の2号車は一般路線車や貸切車も使用する。

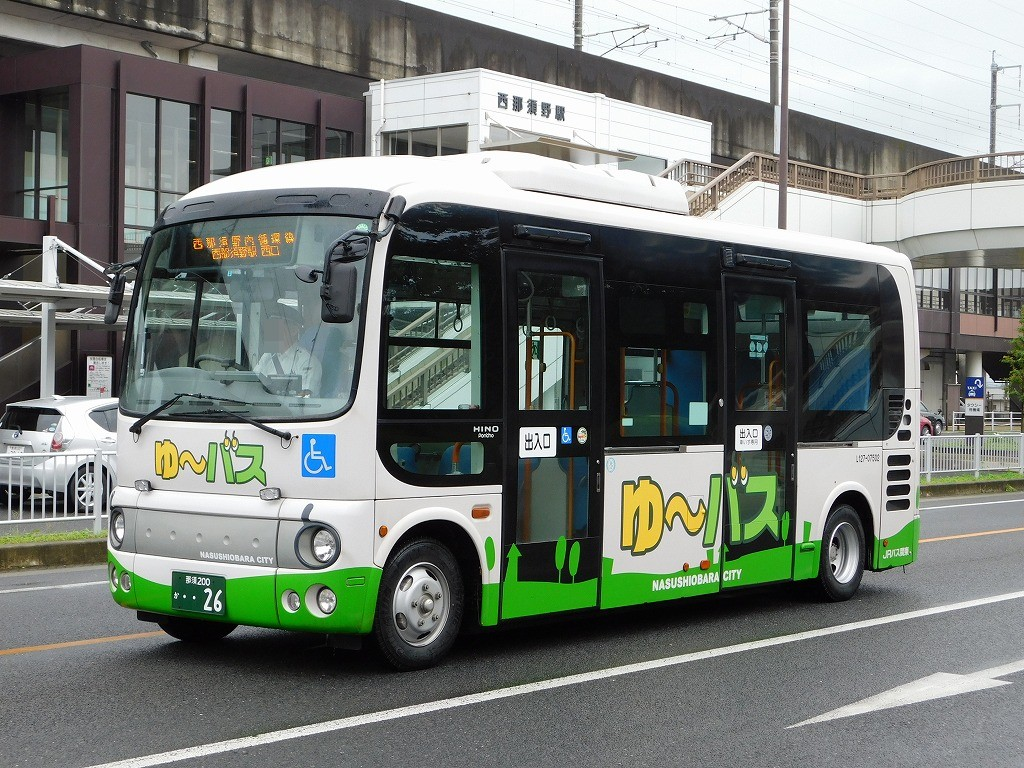
那須塩原市地域バス「ゆーバス」 L127-07502（2011年11月）

### 貸切車
2021年は東京支店の高速車から転用された日野・セレガ1台（H657-10406）といわき支店の高速車から転用された三菱ふそう・エアロエース1台（H654-09414）の2台が貸切車として配置されている。繁忙期に夢街道会津号などの高速バスにも使用されることがある。

### 過去の車両
- 当支店では、長野原支店「イエローバス」に続き、JRバス関東の地域密着型運営の一環として、白ベース車体にもみじのイラストをちりばめた「もみじバス」を運行していた。1994年に既存車の日野・ブルーリボンRU1台を塗装変更したのが始まりであるが、大変好評だったので1996年・1997年の二次にわたっていすゞ・キュービックの新車で導入したが、後に一般塗装に変更され消滅した。
- 後述のレトロデザイン車が導入される以前は高速バスの転用車やトップドア仕様の路線車両も在籍したが、経年廃車が進み現在は配置がない。
- 高速車については、もみじ号運行開始当初は東京支店から転入した三菱エアロバス（P-MS725SA改）やエアロクイーンWなどでまかない、その後新車のエアロバス (KL-MS86MP) を固定窓仕様で数年に分けて計6台投入した。2001年までに投入された車両には、塩原温泉郷の紅葉にちなんで、塩原温泉の文字にもみじをあしらったステッカーが貼られていた。2009年12月に高速バス路線は佐野支店に移管され、車両も前後して他支店に転属した。
- 西那須野支店で運行担当していた夜行高速バスシリウス号用の三菱ふそう・エアロクイーンⅠも新車配置から数年間だけ在籍していた。
- 貸切車は、かつては複数台配置されていた[25]。1990年代はいすゞ・ガーラII・SHDや日野・セレガGJ/GDなどハイグレードな車両も新製配置されていた。日野・レインボー観光型も一時期配置されていたことがある。
- びゅうバスの運行を担当した際は、宇都宮支店から専用車の日産ディーゼル・スペースアローを借り受けた。
- 2020年秋には塩原温泉周辺の紅葉を楽しむオープントップバス「めいぷるスカイ」が運行され、中国JRバスより移籍した三菱ふそう・エアロキングが導入された。運行終了後は館山支店に転出したが、2021年秋に再度転入して塩原温泉周辺で運行され、運行終了後は再度館山支店に転出した。その後、2024年8月に再び西那須野支店に転属後、2024年9月21日のラストランイベントをもって引退し廃車された[26]。
- 2001年～2002年にかけて、塩原温泉郷巡回バス用に、レトロデザインのボンネットバス2台と中型ノンステップバスが3台導入された。ボンネットバスはその後白河支店へ転出。中型ノンステップバスは那須塩原市地域バス「ゆーバス」に転用されたが、全車廃車された。
- ゆ～バスの運行開始当初は小型マイクロバス三菱ふそう・ローザも配置されていたが、こちらも全車廃車された。

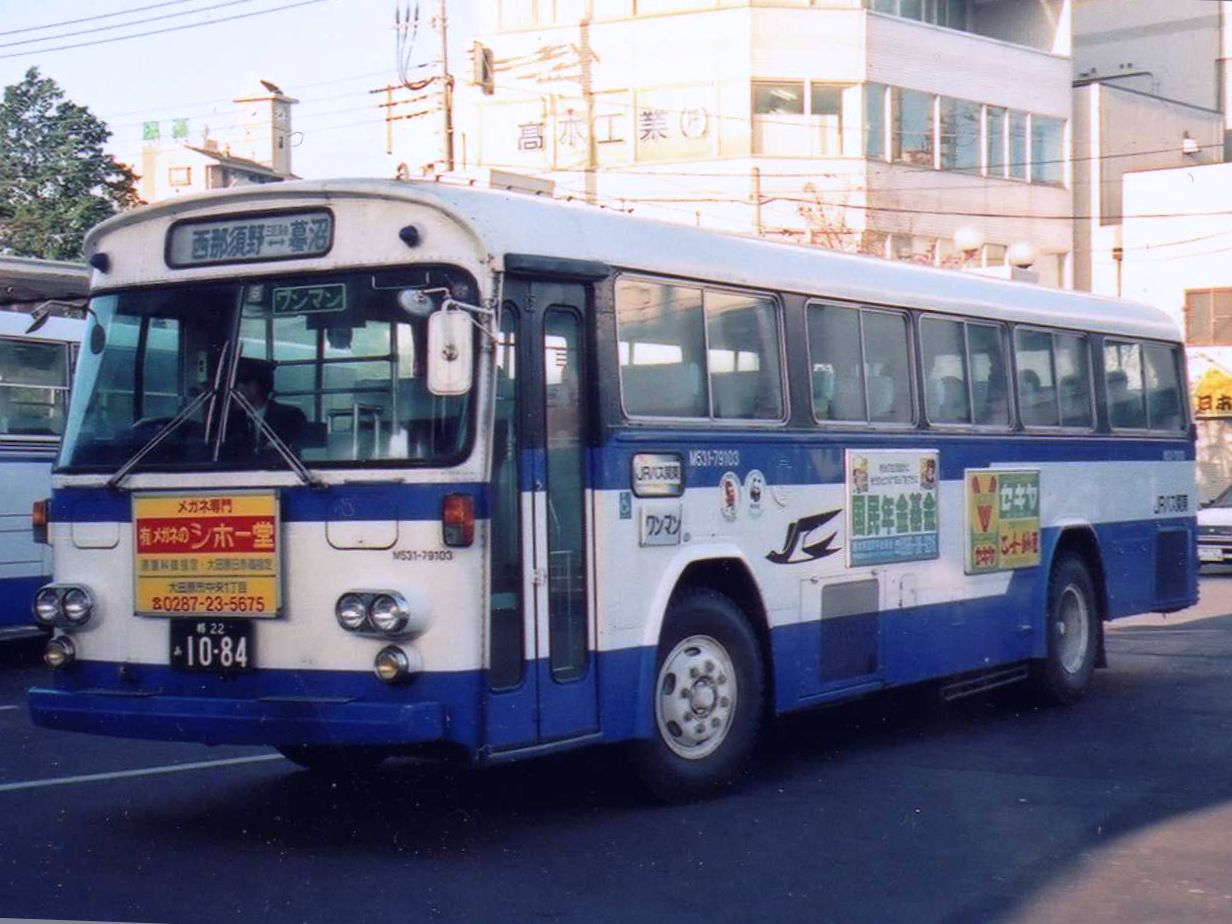
国鉄時代から観光仕様の車両は多かった M531-79103（1995年12月）：廃車済み
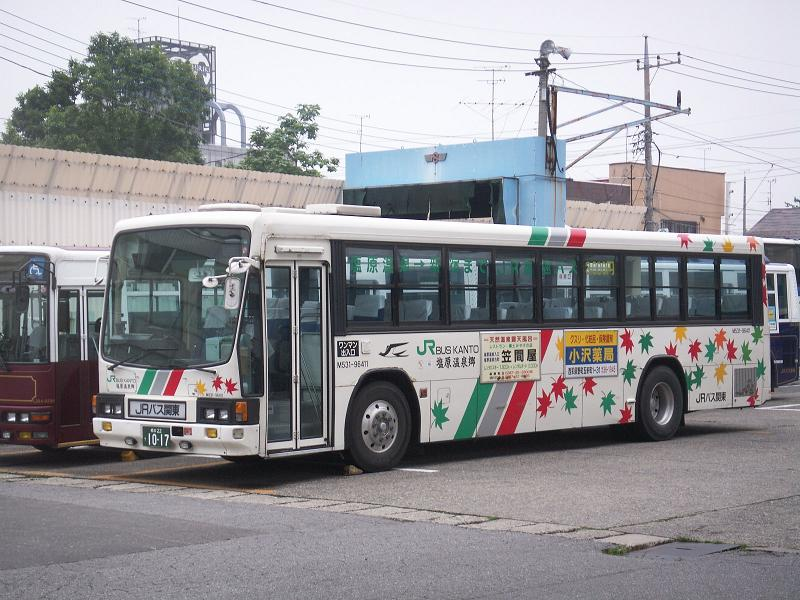
「もみじバス」M531-96411（2006年6月）：一般塗装に変更後廃車
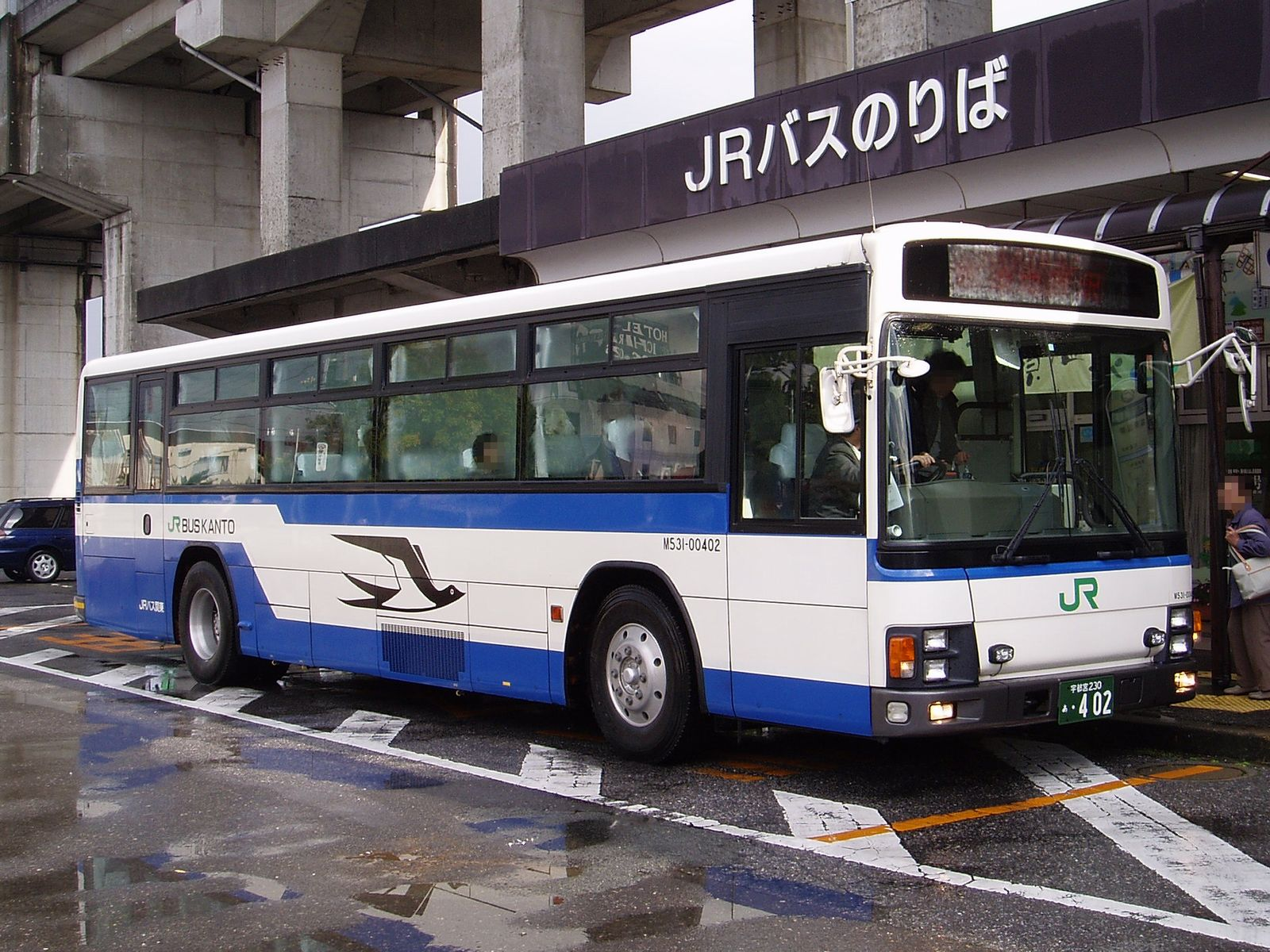
過去の車両 M531-00402（2006年11月）：廃車済み
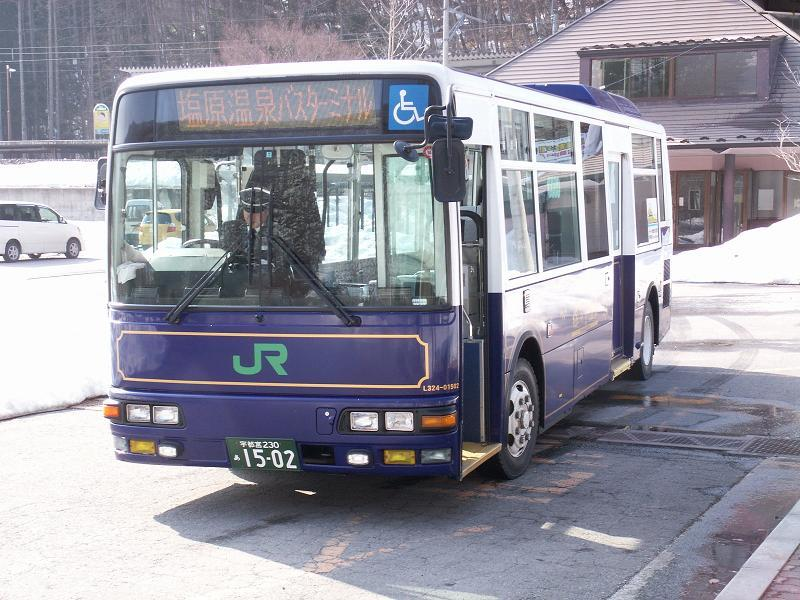
那須塩原市地域バス L324-01502（2006年3月）：廃車済み
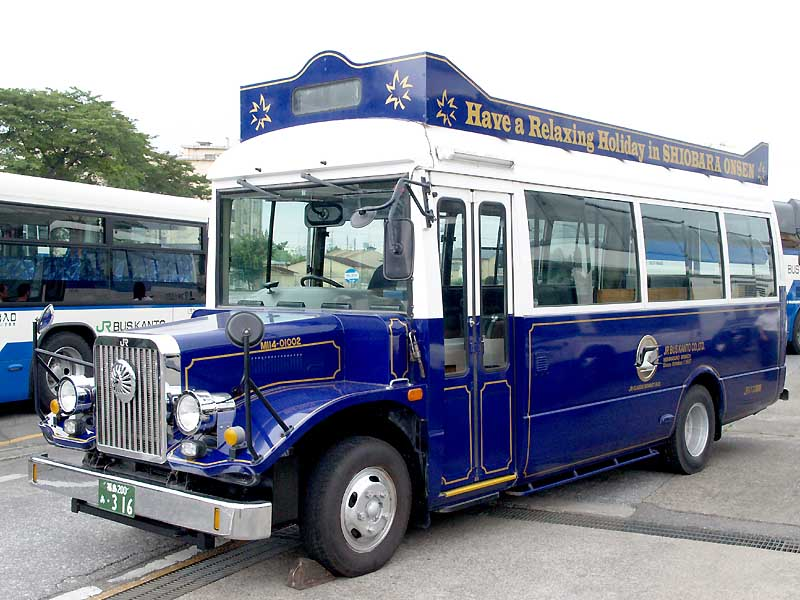
塩原温泉郷巡回バス M114-01002（2007年7月）：現在は白河支店所属
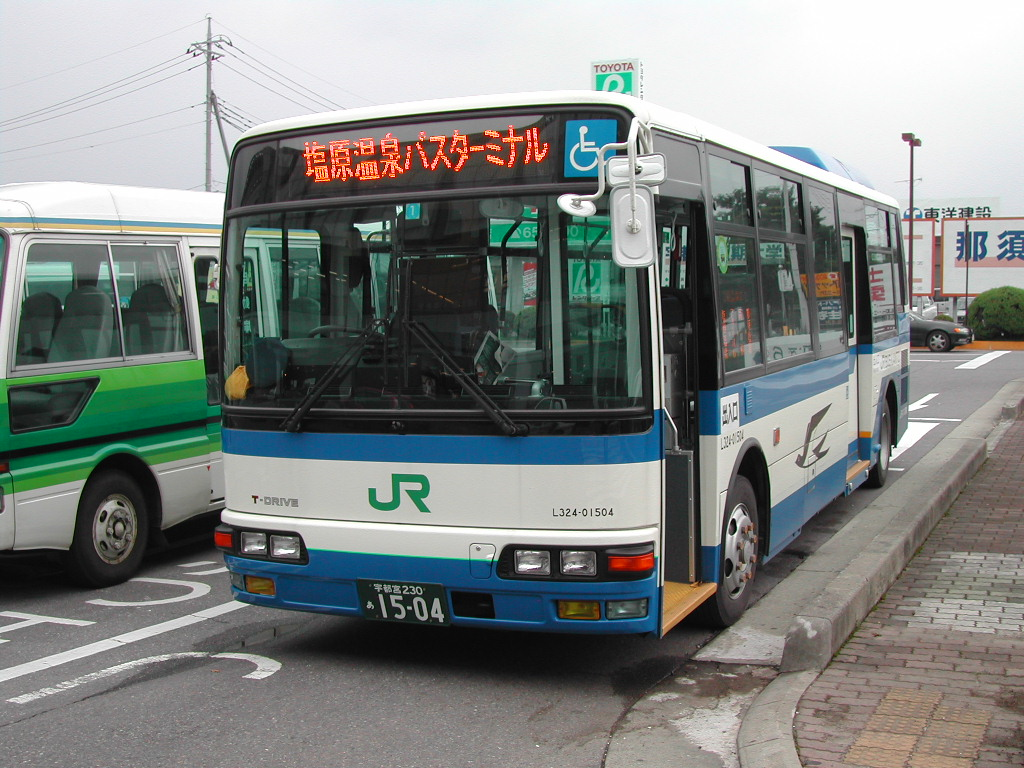
過去の車両 L324-01504：廃車済み
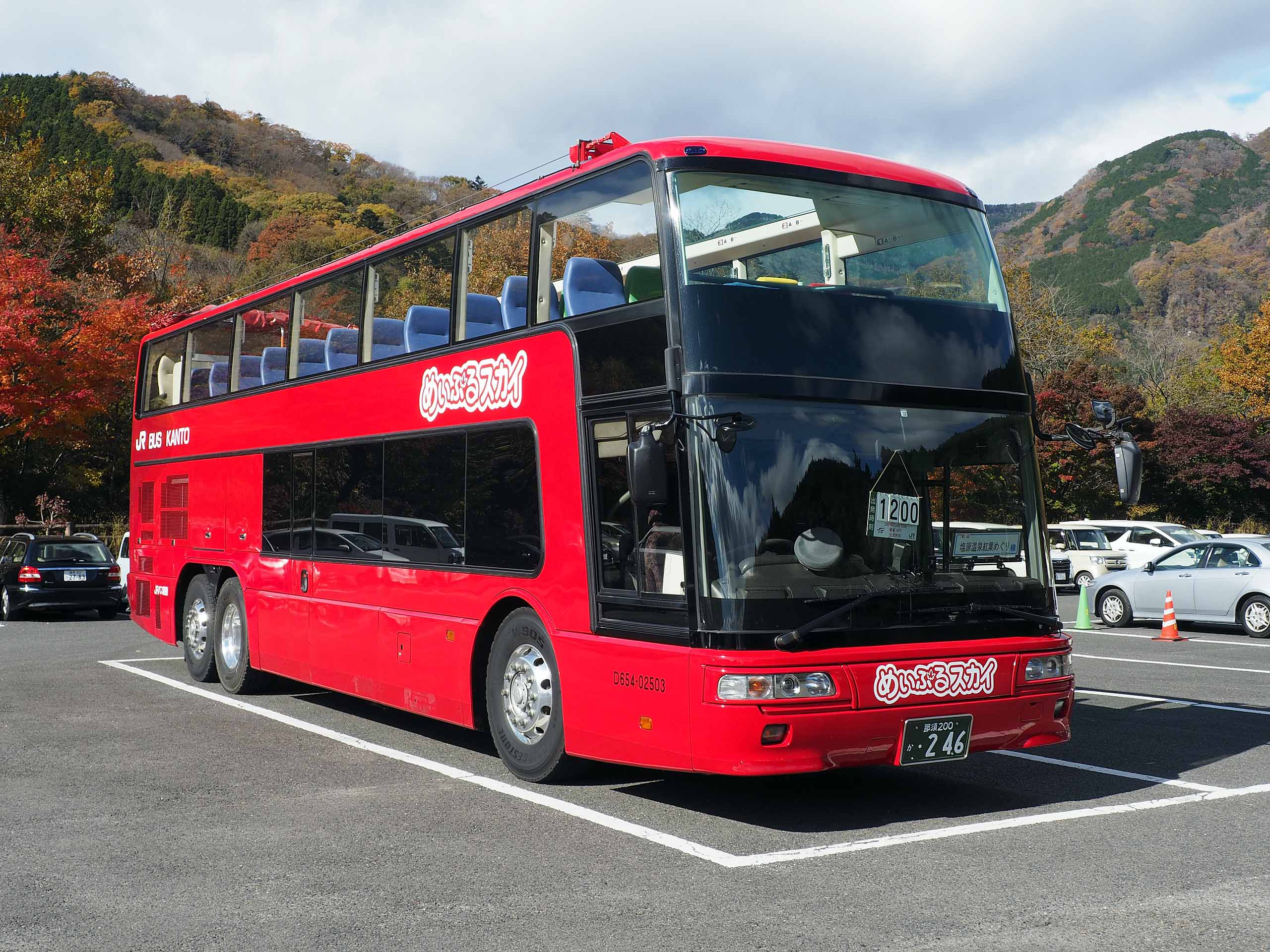
中国JRバスより移籍のオープントップバス「めいぷるスカイ」D654-02503（2020年11月）：廃車済み

## 関連事業
- 西那須野駅のバス乗り場前で、食堂・売店などの営業を行っていたが、2010年初頭に閉店した。
- 那須塩原駅高架下で月極と時間貸し、矢板駅西口で月極の駐車場を営業している。

## フリーきっぷ・高速バス乗継割引・一日乗車券

### 塩原渓谷フリーきっぷ
- 千本松 - 塩原温泉をフリー区間とする往復乗車券、2日間有効。
  - 那須塩原駅、西那須野駅→千本松は往路1回に限り有効。
  - 千本松→西那須野駅、那須塩原駅は復路1回に限り有効、下車前途無効。
    - 那須塩原駅発 大人2,050円・小人1,030円
    - かつてはバス車内でも購入できたが、2025年6月現在は高速バスネットプラスのWEB販売のみ[27]。

### 塩原温泉郷周遊きっぷ
- 那須塩原市が運行する「ゆーバス」と塩原渓谷を走るバスが2日間乗り放題、2日間有効。
  - 上三依塩原温泉口駅 - 塩原温泉バスターミナル～千本松の区間、2日間乗り放題が1,700円。
  - 上三依塩原温泉口駅 - 塩原温泉バスターミナル～もみじ谷大吊橋の区間、2日間乗り放題が1,200円。
  - バス車内で販売[27]。

### 塩原本線と高速バス「那須・塩原号」の乗継割引
- 新宿⇒塩原方面：千本松駐車場、アグリパル塩原で降車の際、乗務員より乗継券を受け取り。
- 塩原方面⇒新宿：降車の際、高速線の乗車券を提示。
- 西那須野駅⇒千本松：降車の際、高速線の乗車券を提示。
  - 乗継料金 千本松～西那須野駅 0円
  - 乗継料金 アグリパル - 大吊り橋・塩原大網 大人210円、小児100円、学割160円
  - 乗継料金 アグリパル - 塩原福渡・塩原塩釜・塩原温泉 大人420円、小児210円、学割330円

### 那須塩原市地域バス「ゆーバス」「ゆータク」1日乗車券
- 大人および高・大学生400円、小・中学生200円
  - 1日乗車券は、ゆーバス、ゆータクとも全線、全区間乗換自由。車内にて販売。

## 特記事項
- 車両の給油・清掃・洗車はジェイアールバステック西那須野事業所に委託している。
- 2020年度に那須塩原市より黒磯南高校のスクールバスの運行を受託（ゆ～バスを利用していた同校の通学輸送を同校専用のゆ～バス増発便として分離した）
- 2020年6月18日に誕生した温泉むすめ「塩原八弥」に協賛し、「バス運転手ver.」のキャラクターを誕生させている。塩原温泉バスターミナル（※当面の間、塩原もの語り館での設置）にキャラクターパネルを設置している[28]。
- 2020年秋にはオープントップの二階建てバス「めいぷるスカイ」と雨天日の運行のための通常4列タイプの二階建てバス・エアロキングが配置され、塩原温泉郷の観光周遊バスに使用された。2021年秋にも実施[29] したが、雨天時は幌屋根を展開し期間中めいぷるスカイのみで運行した。
- 2021年度に那須塩原市より新型コロナワクチン接種会場への送迎バスの運行を受託した。他支店から三菱ふそう・エアロエースが追加転属してきて使用した。
- 2020年6月1日より那須塩原市から新型コロナウイルス感染症対策で、通勤通学時間帯のゆーバス混雑回避を目的とした黒磯南高校への直通バス運行を受託[30] のため、貸切車両を増車した。
- 2021年10月16日から2022年2月28日まで期間限定運行した那須塩原駅～塩原温泉間の宿泊者専用無料直通バス「塩原号」を塩原温泉旅館組合・観光組合などから受託した[31]。
- 2023年度に沼ッ原湿原シャトルバス（那須塩原駅西口・板室温泉街 - 沼ッ原湿原駐車場）を那須塩原観光局より受託。
- 宇都宮支店管内のモビリティリゾートもてぎ（旧・ツインリンクもてぎ）でビッグレースが開催される日に宇都宮駅～同施設間の輸送の応援に入ることがあった。同路線は2023年8月26日をもって廃止されたが、路線廃止以降も芳賀町工業団地管理センター前停留場（宇都宮ライトレール）～モビリティリゾートもてぎ場内間の予約制シャトルバス輸送の応援に入ることがある。
- 「totra」の宇都宮ライトレールとジェイアールバス関東との連絡定期券は、宇都宮支店・西那須野支店でそれぞれ発売する。